# 章学诚故居
章学诚故居位于中国浙江省绍兴市越城区塔山北麓辛弄19号，为清代史学家、思想家章学诚晚年在绍兴的住所。建筑坐南朝北，由大门、楼屋和东西厢房组成，均为三开间硬山顶建筑，中为天井，楼屋名滃云山房，其中曾藏书2万余卷，后墙东与北墙西南各有刻以“章界”的界石一块。现为纪念馆，楼屋东间为书屋，西间为章学诚生平资料陈列室。